# 第二阿尔汉格尔斯克联合航空

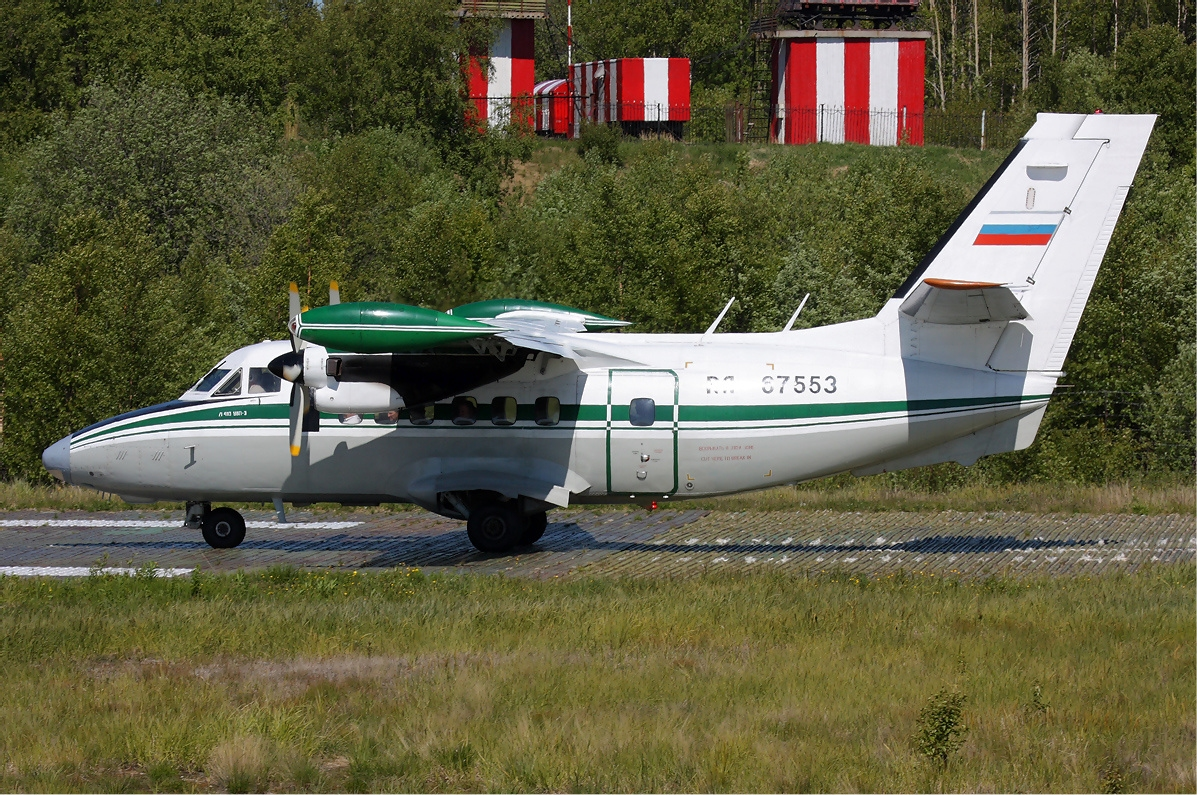
Let L-410

第二阿尔汉格尔斯克联合航空（俄语：2-й Архангельский объединенный авиаотряд）是一家总部位于俄罗斯阿尔汉格尔斯克州阿尔汉格尔斯克的航空公司，其提供区域客运以及包机服务，也参与到海外人道主义和维护和平工作。枢纽机场位于阿尔汉格尔斯克瓦西科沃机场。